# Intel Core 2

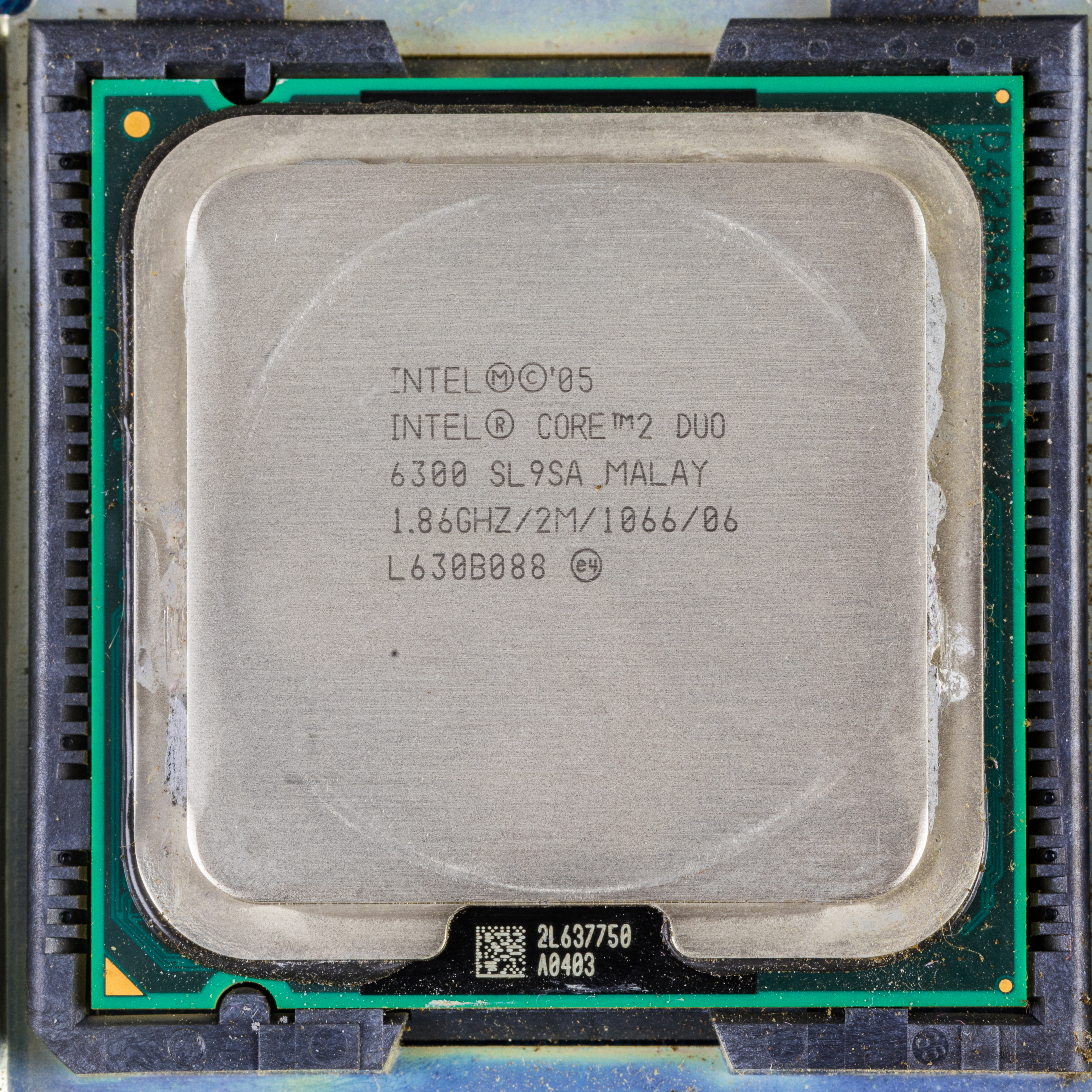
Intel Core 2 E6300

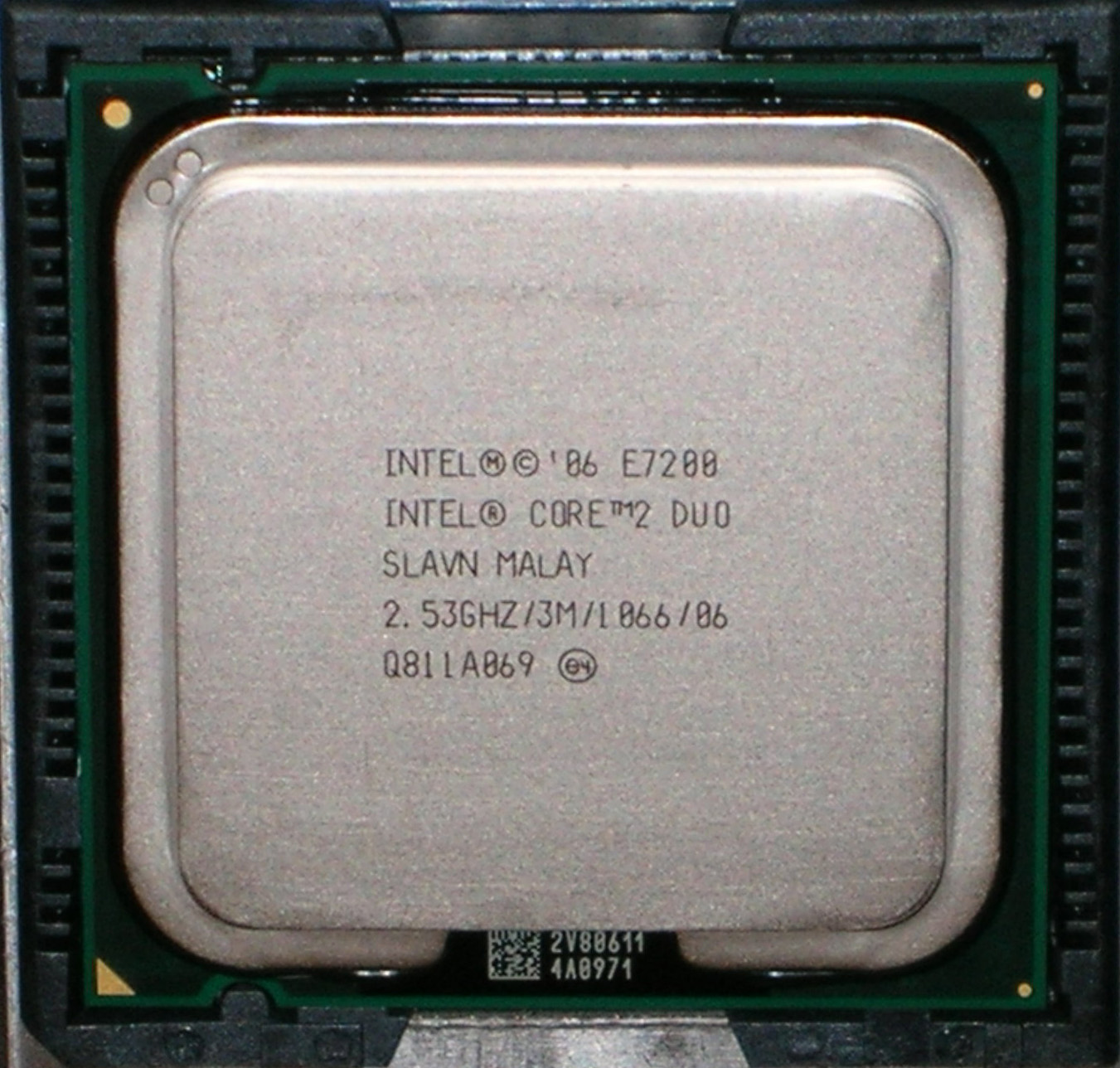
Intel Core 2 Duo (Wolfdale)

Intel Core 2 – ósma generacja mikroprocesorów firmy Intel w architekturze 64-bit x86-64. Wykorzystana jest w niej nowa mikroarchitektura Intel Core, która zastąpiła architekturę NetBurst, na której oparte były wszystkie procesory tej firmy powstałe po 2000 roku.
Architektura Intel Core wywodzi się, tak jak Pentium II, Pentium III i Pentium M, z architektury Pentium Pro. W procesorach opartych na architekturze NetBurst (np. Pentium 4, Pentium D) najważniejszym czynnikiem decydującym o wydajności była częstotliwość taktowania, natomiast technologia Core 2 kładzie nacisk na zwiększenie ilości pamięci podręcznej (cache) oraz liczby rdzeni. Procesory z serii Core 2 charakteryzują się zdecydowanie mniejszym zużyciem prądu niż procesory Pentium, a co za tym idzie wydzielają mniej ciepła.
Procesory Core 2 odznaczają się stosunkowo wysokim współczynnikiem IPC (Instructions Per Cycle) – około 3,5. Oznacza to, że potrafią one w jednym cyklu rozkazowym wykonać średnio 3,5 rozkazu. Sporym ulepszeniem w stosunku do „dwurdzeniowych” (procesory były jednordzeniowe, ale z wykorzystaniem technologii HT system widział je jako dwa rdzenie) procesorów Pentium 4 jest zastosowanie wspólnej pamięci cache dla obu rdzeni procesora. Dzięki temu uniknięto konieczności „mozolnego” uzgadniania zgodności pamięci podręcznych L2 (cache) w obu rdzeniach.
Konkurentami procesorów Core 2 są procesory AMD Phenom oraz AMD Athlon X2.
Ponadto procesory Core 2 obsługują następujące technologie:
- Intel 64,
- technologię wirtualizacji (nie dotyczy modeli E4xxx, E7200, E7300, niektórych E7400, E7500, E8190, Q8200, Q8300, T5200, T5250, T5270, T5300, T5450, T5470, T5550 (Wersja taktowana 1.83 GHz), T5750, T5800 oraz Pentium Dual Core wykorzystujących to samo jądro z mniejszą ilością cache L2),
- NX-bit,
- technologię LaGrande,
- ulepszoną technologię SpeedStep,
- iAMT2.

## Intel Core 2 Duo
Jest to wersja procesora Intel Core 2 posiadająca dwa rdzenie. Występują dwie linie procesorów:
- linia T (od T5250 do T9500 – taktowane zegarem od 1,5 GHz do 2,6 GHz i FSB: 667 MHz bądź 800 MHz),
- linia E (od E2140[a] do X6800 – taktowane zegarem od 1,6 GHz do 3,33 GHz i FSB: 800-1333 MHz)

## Modele procesorów Intel Core 2 Duo
| Model | Liczba rdzeni | Częstotliwość | FSB | Mnożnik | L2 Cache | QPB      | Rdzeń     | TDP |
| ----- | ------------- | ------------- | --- | ------- | -------- | -------- | --------- | --- |
| E4200 | 2             | 1600 MHz      | 200 | 8x      | 2 MB     | 800 MHz  | Allendale |     |
| E4300 | 2             | 1800 MHz      | 200 | 9x      | 2 MB     | 800 MHz  | Allendale | 65W |
| E4400 | 2             | 2000 MHz      | 200 | 10x     | 2 MB     | 800 MHz  | Conroe    | 65W |
| E4500 | 2             | 2200 MHz      | 200 | 11x     | 2 MB     | 800 MHz  | Conroe    | 65W |
| E4600 | 2             | 2400 MHz      | 200 | 12x     | 2 MB     | 800 MHz  | Allendale | 65W |
| E4700 | 2             | 2600 MHz      | 200 | 13x     | 2 MB     | 800 MHz  | Allendale | 65W |
| E6300 | 2             | 1866 MHz      | 266 | 7x      | 2 MB     | 1066 MHz | Conroe    | 65W |
| E6320 | 2             | 1866 MHz      | 266 | 7x      | 4 MB     | 1066 MHz | Conroe    | 65W |
| E6400 | 2             | 2130 MHz      | 266 | 8x      | 2 MB     | 1066 MHz | Conroe    | 65W |
| E6420 | 2             | 2130 MHz      | 266 | 8x      | 4 MB     | 1066 MHz | Conroe    | 65W |
| E6540 | 2             | 2337 MHz      | 333 | 7x      | 4 MB     | 1333 MHz | Conroe    | 65W |
| E6550 | 2             | 2337 MHz      | 333 | 7x      | 4 MB     | 1333 MHz | Conroe    | 65W |
| E6600 | 2             | 2400 MHz      | 266 | 9x      | 4 MB     | 1066 MHz | Conroe    | 65W |
| E6700 | 2             | 2667 MHz      | 266 | 10x     | 4 MB     | 1066 MHz | Conroe    | 65W |
| E6750 | 2             | 2667 MHz      | 333 | 8x      | 4 MB     | 1333 MHz | Conroe    | 65W |
| E6850 | 2             | 3000 MHz      | 333 | 9x      | 4 MB     | 1333 MHz | Conroe    | 65W |
| E7200 | 2             | 2530 MHz      | 266 | 9.5x    | 3 MB     | 1066 MHz | Wolfdale  | 65W |
| E7300 | 2             | 2660 MHz      | 266 | 10x     | 3 MB     | 1066 MHz | Wolfdale  | 65W |
| E7400 | 2             | 2800 MHz      | 266 | 10.5x   | 3 MB     | 1066 MHz | Wolfdale  | 65W |
| E7500 | 2             | 2930 MHz      | 266 | 11x     | 3 MB     | 1066 MHz | Wolfdale  | 65W |
| E7600 | 2             | 3060 MHz      | 266 | 11,5x   | 3 MB     | 1066 MHz | Wolfdale  | 65W |
| E8190 | 2             | 2660 MHz      | 333 | 8x      | 6 MB     | 1333 MHz | Wolfdale  | 65W |
| E8200 | 2             | 2660 MHz      | 333 | 8x      | 6 MB     | 1333 MHz | Wolfdale  | 65W |
| E8300 | 2             | 2833 MHz      | 333 | 8,5x    | 6 MB     | 1333 MHz | Wolfdale  | 65W |
| E8400 | 2             | 3000 MHz      | 333 | 9x      | 6 MB     | 1333 MHz | Wolfdale  | 65W |
| E8500 | 2             | 3166 MHz      | 333 | 9.5x    | 6 MB     | 1333 MHz | Wolfdale  | 65W |
| E8600 | 2             | 3330 MHz      | 333 | 10x     | 6 MB     | 1333 MHz | Wolfdale  | 65W |
| E8700 | 2             | 3500 MHz      | 333 | 10.5x   | 6 MB     | 1333 MHz | Wolfdale  | 65W |

## Modele procesorów Intel Core 2 Quad
| Model  | Liczba rdzeni | Częstotliwość | FSB | Mnożnik | L2 Cache | QPB      | Rdzeń                | TDP   |
| ------ | ------------- | ------------- | --- | ------- | -------- | -------- | -------------------- | ----- |
| Q6400  | 4             | 2130 MHz      | 266 | 8x      | 8 MB     | 1066 MHz | Kentsfield (65 nm)   | 105 W |
| Q6600  | 4             | 2394 MHz      | 266 | 9x      | 8 MB     | 1066 MHz | Kentsfield (65 nm)   | 105 W |
| Q6700  | 4             | 2660 MHz      | 266 | 10x     | 8 MB     | 1066 MHz | Kentsfield (65 nm)   | 105 W |
| Q7600  | 4             | 2700 MHz      | 200 | 13,5x   | 2 MB     | 800 MHz  | Yorkfield-6M (45 nm) | 95 W  |
| Q8200  | 4             | 2331 MHz      | 333 | 7x      | 4 MB     | 1333 MHz | Yorkfield-6M (45 nm) | 95 W  |
| Q8200S | 4             | 2331 MHz      | 333 | 7x      | 4 MB     | 1333 MHz | Yorkfield-6M (45 nm) | 65 W  |
| Q8300  | 4             | 2497 MHz      | 333 | 7,5x    | 4 MB     | 1333 MHz | Yorkfield-6M (45 nm) | 95 W  |
| Q8400  | 4             | 2664 MHz      | 333 | 8x      | 4 MB     | 1333 MHz | Yorkfield-6M (45 nm) | 95 W  |
| Q8400S | 4             | 2664 MHz      | 333 | 8x      | 4 MB     | 1333 MHz | Yorkfield-6M (45 nm) | 65 W  |
| Q9300  | 4             | 2497 MHz      | 333 | 7,5x    | 6 MB     | 1333 MHz | Yorkfield-6M (45 nm) | 95 W  |
| Q9400  | 4             | 2664 MHz      | 333 | 8x      | 6 MB     | 1333 MHz | Yorkfield-6M (45 nm) | 95 W  |
| Q9400S | 4             | 2664 MHz      | 333 | 8x      | 6 MB     | 1333 MHz | Yorkfield-6M (45 nm) | 65 W  |
| Q9450  | 4             | 2664 MHz      | 333 | 8x      | 12 MB    | 1333 MHz | Yorkfield (45 nm)    | 95 W  |
| Q9450S | 4             | 2664 MHz      | 333 | 8x      | 12 MB    | 1333 MHz | Yorkfield (45 nm)    | 65 W  |
| Q9500  | 4             | 2833 MHz      | 333 | 8,5x    | 6 MB     | 1333 MHz | Yorkfield (45 nm)    | 95 W  |
| Q9505  | 4             | 2833 MHz      | 333 | 8,5x    | 6 MB     | 1333 MHz | Yorkfield (45 nm)    | 95 W  |
| Q9505S | 4             | 2833 MHz      | 333 | 8,5x    | 6 MB     | 1333 MHz | Yorkfield (45 nm)    | 65 W  |
| Q9550  | 4             | 2830 MHz      | 333 | 8,5x    | 12 MB    | 1333 MHz | Yorkfield (45 nm)    | 95 W  |
| Q9550S | 4             | 2830 MHz      | 333 | 8,5x    | 12 MB    | 1333 MHz | Yorkfield (45 nm)    | 65 W  |
| Q9650  | 4             | 3000 MHz      | 333 | 9x      | 12 MB    | 1333 MHz | Yorkfield (45 nm)    | 95 W  |
| Q9700  | 4             | 3175 MHz      | 333 | 9.5x    | 6 MB     | 1333 MHz | Yorkfield-6M (45 nm) | 95 W  |
| Q9705  | 4             | 3175 MHz      | 333 | 9.5x    | 6 MB     | 1333 MHz | Yorkfield-6M (45 nm) | 95 W  |

## Modele procesorów Intel Core 2 Extreme
| Model  | Liczba rdzeni | Częstotliwość | FSB | Mnożnik | L2 Cache | QPB      | Rdzeń                 | TDP   |
| ------ | ------------- | ------------- | --- | ------- | -------- | -------- | --------------------- | ----- |
| QX6700 | 4             | 2667 MHz      | 266 | 10x     | 8 MB     | 1066 MHz | Kentsfield XE (65 nm) | 130 W |
| QX6800 | 4             | 2933 MHz      | 266 | 11x     | 4 MB     | 1066 MHz | Conroe XE (65 nm)     | 130 W |
| QX6800 | 4             | 2926 MHz      | 266 | 11x     | 8 MB     | 1066 MHz | Kentsfield XE (65 nm) | 130 W |
| QX6850 | 4             | 3000 MHz      | 333 | 9x      | 8 MB     | 1333 MHz | Kentsfield XE (65 nm) | 130 W |
| QX9650 | 4             | 3000 MHz      | 333 | 9x      | 12 MB    | 1333 MHz | Yorkfield (45 nm)     | 130 W |
| QX9770 | 4             | 3200 MHz      | 400 | 8x      | 12 MB    | 1600 MHz | Yorkfield (45 nm)     | 136 W |
| QX9775 | 4             | 3200 MHz      | 400 | 8x      | 12 MB    | 1600 MHz | Harpertown            | 150 W |

## Modele mobilnych procesorów Intel Core 2 Duo
| Model  | Liczba rdzeni | Częstotliwość | FSB | Mnożnik | L2 Cache | QPB      | Rdzeń     |
| ------ | ------------- | ------------- | --- | ------- | -------- | -------- | --------- |
| L7200  | 2             | 1,33 GHz      | 166 | 8x      | 4 MB     | 667 MHz  | Merom     |
| L7300  | 2             | 1,40 GHz      | 200 | 7x      | 4 MB     | 800 MHz  | Merom     |
| L7400  | 2             | 1,50 GHz      | 166 | 9x      | 4 MB     | 667 MHz  | Merom     |
| L7500  | 2             | 1,60 GHz      | 200 | 8x      | 4 MB     | 800 MHz  | Merom     |
| P7350  | 2             | 2,00 GHz      | 266 | 7,5x    | 3 MB     | 1066 MHz | Penryn    |
| P7450  | 2             | 2,13 GHz      | 266 | 7,5x    | 3 MB     | 1066 MHz | Penryn    |
| P8400  | 2             | 2,26 GHz      | 266 | 8,5x    | 3 MB     | 1066 MHz | Penryn    |
| P8600  | 2             | 2,40 GHz      | 266 | 9x      | 3 MB     | 1066 MHz | Penryn    |
| P8700  | 2             | 2,53 GHz      | 266 | 9,5x    | 3 MB     | 1066 MHz | Penryn    |
| P8800  | 2             | 2,66 GHz      | 266 | 10x     | 3 MB     | 1066 MHz | Penryn    |
| P9500  | 2             | 2,53 GHz      | 266 | 9,5x    | 6 MB     | 1066 MHz | Montevina |
| P9600  | 2             | 2,66 GHz      | 266 | 10x     | 6 MB     | 1066 MHz | Penryn    |
| SL9300 | 2             | 1,60 GHz      | 266 | 6x      | 6 MB     | 1066 MHz | Montevina |
| SL9400 | 2             | 1,86 GHz      | 266 | 7x      | 6 MB     | 1066 MHz | Montevina |
| SP9300 | 2             | 2,26 GHz      | 266 | 8,5x    | 6 MB     | 1066 MHz | Montevina |
| SP9400 | 2             | 2,40 GHz      | 266 | 9x      | 6 MB     | 1066 MHz | Montevina |
| SU9300 | 2             | 1,20 GHz      | 200 | 6x      | 3 MB     | 800 MHz  | Montevina |
| SU9400 | 2             | 1,40 GHz      | 200 | 7x      | 3 MB     | 800 MHz  | Montevina |
| T5200  | 2             | 1,60 GHz      | 133 | 12x     | 2 MB     | 533 MHz  | Merom     |
| T5250  | 2             | 1,50 GHz      | 166 | 9x      | 2 MB     | 667 MHz  | Merom     |
| T5270  | 2             | 1,40 GHz      | 200 | 7x      | 2 MB     | 800 MHz  | Merom     |
| T5300  | 2             | 1,73 GHz      | 133 | 13x     | 2 MB     | 533 MHz  | Merom     |
| T5450  | 2             | 1,66 GHz      | 166 | 10x     | 2 MB     | 667 MHz  | Merom     |
| T5470  | 2             | 1,60 GHz      | 200 | 8x      | 2 MB     | 800 MHz  | Merom     |
| T5500  | 2             | 1,66 GHz      | 166 | 10x     | 2 MB     | 667 MHz  | Merom     |
| T5550  | 2             | 1,83 GHz      | 166 | 11x     | 2 MB     | 667 MHz  | Merom     |
| T5600  | 2             | 1,83 GHz      | 166 | 11x     | 2 MB     | 667 MHz  | Merom     |
| T5750  | 2             | 2,00 GHz      | 166 | 12x     | 2 MB     | 667 MHz  | Merom     |
| T5800  | 2             | 2,00 GHz      | 200 | 10x     | 2 MB     | 800 MHz  | Merom     |
| T5900  | 2             | 2,20 GHz      | 200 | 11x     | 2 MB     | 800 MHz  | Merom     |
| T6400  | 2             | 2,00 GHz      | 200 | 10x     | 2 MB     | 800 MHz  | Penryn    |
| T7100  | 2             | 1,80 GHz      | 200 | 9x      | 2 MB     | 800 MHz  | Merom     |
| T7200  | 2             | 2,00 GHz      | 166 | 12x     | 4 MB     | 667 MHz  | Merom     |
| T7250  | 2             | 2,00 GHz      | 200 | 10x     | 2 MB     | 800 MHz  | Merom     |
| T7300  | 2             | 2,00 GHz      | 200 | 10x     | 4 MB     | 800 MHz  | Merom     |
| T7400  | 2             | 2,16 GHz      | 166 | 13x     | 4 MB     | 667 MHz  | Merom     |
| T7500  | 2             | 2,20 GHz      | 200 | 11x     | 4 MB     | 800 MHz  | Merom     |
| T7600  | 2             | 2,33 GHz      | 166 | 14x     | 4 MB     | 667 MHz  | Merom     |
| T7700  | 2             | 2,40 GHz      | 200 | 12x     | 4 MB     | 800 MHz  | Merom     |
| T7800  | 2             | 2,60 GHz      | 200 | 13x     | 4 MB     | 800 MHz  | Merom     |
| T8100  | 2             | 2,10 GHz      | 200 | 10,5x   | 3 MB     | 800 MHz  | Penryn    |
| T8300  | 2             | 2,40 GHz      | 200 | 12x     | 3 MB     | 800 MHz  | Penryn    |
| T9300  | 2             | 2,50 GHz      | 200 | 12,5x   | 6 MB     | 800 MHz  | Penryn    |
| T9400  | 2             | 2,53 GHz      | 266 | 9,5x    | 6 MB     | 1066 MHz | Montevina |
| T9500  | 2             | 2,60 GHz      | 200 | 13x     | 6 MB     | 800 MHz  | Penryn    |
| T9550  | 2             | 2,66 GHz      | 266 | 10x     | 6 MB     | 1066 MHz | Penryn    |
| T9600  | 2             | 2,80 GHz      | 266 | 10,5x   | 6 MB     | 1066 MHz | Montevina |
| T9800  | 2             | 2,93 GHz      | 266 | 11x     | 6 MB     | 1066 MHz | Penryn    |
| T9900  | 2             | 3.06 GHz      | 266 | 11,5x   | 6 MB     | 1066 MHz | Penryn    |
| U7500  | 2             | 1,06 GHz      | 133 | 8x      | 2 MB     | 533 MHz  | Merom     |
| U7600  | 2             | 1,20 GHz      | 133 | 9x      | 2 MB     | 533 MHz  | Merom     |

Procesory Wolfdale są wykonane w technologii 45 nm, a pozostałe w 65 nm. Wszystkie korzystają z podstawki LGA 775, która była już wykorzystywana w procesorach Pentium 4, Pentium D oraz w nowych Celeronach (jednakże stare płyty pod LGA775 często procesorów serii Core nie obsługują).
Intel wprowadził również na rynek procesory czterordzeniowe (modele QX6700 i QX6800) o kodowej nazwie Kentsfield. Są one bliźniaczo podobne do rdzeni Conroe. Intel zdecydował się pójść po linii najmniejszego oporu i tak jak w przypadku procesorów Pentium D umieścił na jednej płytce PCB dwa procesory, które do komunikacji ze sobą używają magistrali QPB. W tym wypadku są to po prostu dwa dwurdzeniowe układy Core 2 Duo.

## Penryn
Następcą serii Core2 jest rodzina procesorów Penryn.
Penryn jest nieco ulepszoną architekturą Core 2, wzrost wydajności sięga do 5%. Zmniejszenie rozmiaru tranzystora z 65nm na 45 nm obniżyło pobór energii przez układ o około 40%, ale zwiększyło nieznacznie z nieznanych przyczyn średnią temperaturę pracy. Nowością w Penrynie jest również usprawnienie jednostek SSE4 oraz dodanie algorytmu Radix-16 co przyśpieszyło pracę procesora w czasie dzielenia.

## Kontrowersje
W lutym 2008 Wisconsin Alumni Research Foundation wkroczyło na drogę sądową przeciwko Intelowi. Zdaniem WARF, Intel bezprawnie wykorzystał w wielordzeniowych procesorach Core 2 Duo technologię Advanced Branch Prediction.